# 江都水利枢纽工程

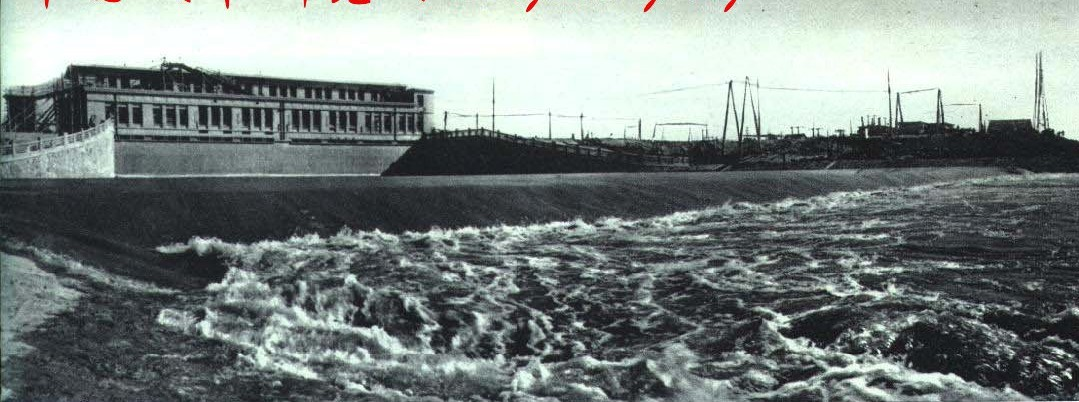
1964年 江都水利枢纽第二抽水站

江都水利枢纽工程是位于中国江苏省扬州市江都区境内的一座水利枢纽工程，是中国南水北调东线工程和江苏省江水东引北调工程的起点。

## 简介
江都水利枢纽工程位于京杭大运河、新通扬运河和淮河入江尾闾芒稻河的交汇处。该工程由4座电力抽水站、12座水闸、2座船闸及配套工程组成，是一个具有灌溉、排捞、泄洪、通航、发电等综合效益的大型水利枢纽。

## 历史
1961年12月，江都水利枢纽工程动工。
1963年4月，第一抽水机站建成，它是中国第一座大型电力排灌站。
1964年8月，第二抽水机站建成。
1966年12月，第三抽水机站建成。
1977年3月，第四抽水机站建成，它是整个江都水利枢纽工程中规模最大的抽水机站。它的建成，也使江都水利枢纽工程成为远东地区排灌能力最强的综合水利枢纽工程。

## 作用
江都水利枢纽工程具有灌溉、排洪、发电、航运、旅游等多种作用。